# Mohamed Bouldini
Mohamed Bouldini (Casablanca, 27 november 1995) is een Marokkaans voetballer die bij voorkeur als spits speelt. Hij tekende in 2022 bij Levante UD.

## Carrière
Bouldini debuteerde in 2015 voor Raja Casablanca in de  UNAF Club Cup, tegen het Egyptische Ismaily SC. In diezelfde gewonnen wedstrijd wist Bouldini het enige doelpunt te maken namens zijn ploeg. Na de UNAF Cup kreeg Bouldini echter niet veel minuten, in het seizoen 2015/16 mocht Bouldini maar 17 keer minuten maken, waaruit hij eenmaal het net wist te vinden.